# Kombat (fotografia)
Kombat (en rus: Комбат; contracció de командир батальона; lit. «comandant de batalló») és una fotografia en blanc i negre realitzada pel fotògraf soviètic Maks Àlpert. Descriu un oficial d'exèrcit soviètic armat amb una pistola TT-33 que arenga la seva unitat per a un atac durant la Segona Guerra Mundial. Aquesta obra és considerada una de les fotografies més icòniques de la Segona Guerra Mundial soviètica; així i tot, no es coneix del cert la data ni el protagonista. Segons la versió més acceptada, la fotografia descriu el jove comissari polític Aleksei Gordeievitx Ieriómenko, minuts davant la seva mort el 12 de juliol de 1942, a la província de Voroixilovgrad de la República Socialista Soviètica d'Ucraïna (actualment l'óblast de Luhansk d'Ucraina, majoritàriament sota ocupació il·legal russa).

## Història
Al llarg dels anys, Àlpert va donar diverses versions contradictòries del succés, amb diverses dates des de la tardor de 1941 fins a 1943. Insistentment va dir que no sabia el nom de l'oficial i que el títol de la fotografia Kombat («comandant de batalló») era probablement inexacte – després de realitzar la instantània va sentir que «el kombat és mort» i provisionalment va associar aquest missatge a l'afer de la fotografia. Després de la guerra, Àlpert va rebre nombroses cartes que afirmaven la identitat de l'oficial, però, a partir d'una investigació iniciada als anys 1970, només una de sola va ser confirmada conjuntament pel Komsomólskaia Pravda i l'administració de l'óblast de Luhansk. Segons la reconstrucció d'aquesta versió, Ieriómenko va ser el comissari polític d'aquesta unitat. Quan el comandant va resultar ferit, va prendre el comandament i va alçar la unitat per a un contraatac contra l'ofensiva alemanya. Minuts després va morir al camp de batalla.

## Llegat
La fotografia va ser reutilitzada en nombroses publicacions, escultures, obres d'art i productes comercials, tant a dins com a fora de la Unió Soviètica.

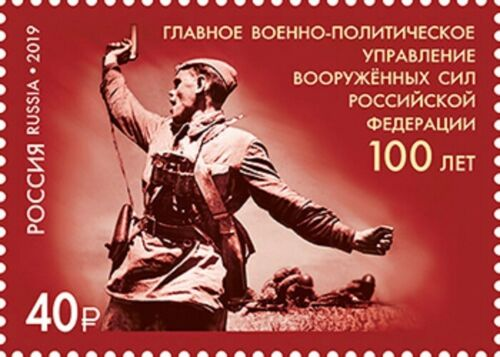
Segell de 2019, dedicat al 100è aniversari del Directori Polític de l'Exèrcit rus, amb la fotografia Kombat
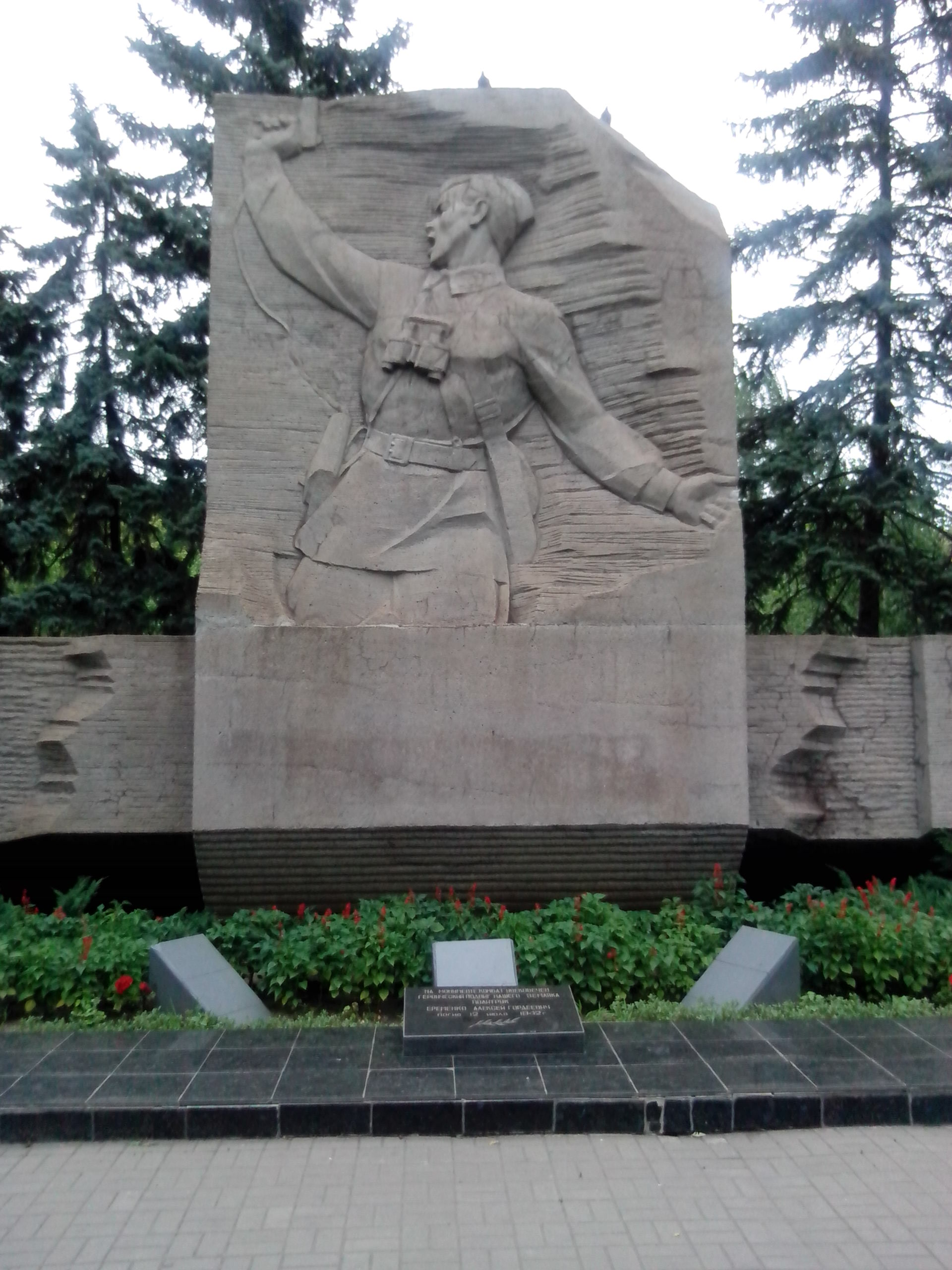
Baix relleu al carreró de la Glòria, Zaporíjia, Ucraïna
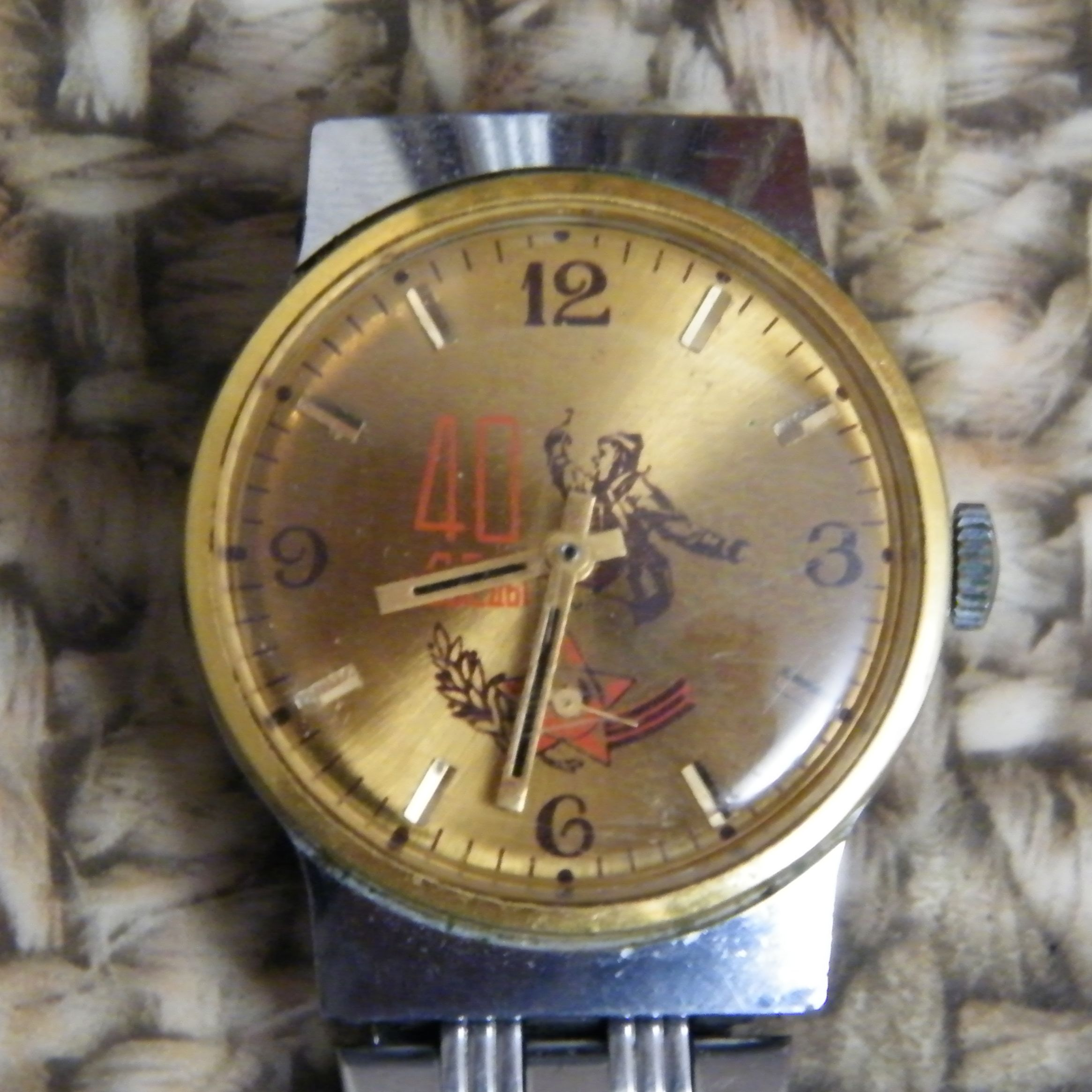
Rellotge commemoratiu Pobeda («Victòria») creat el 1985
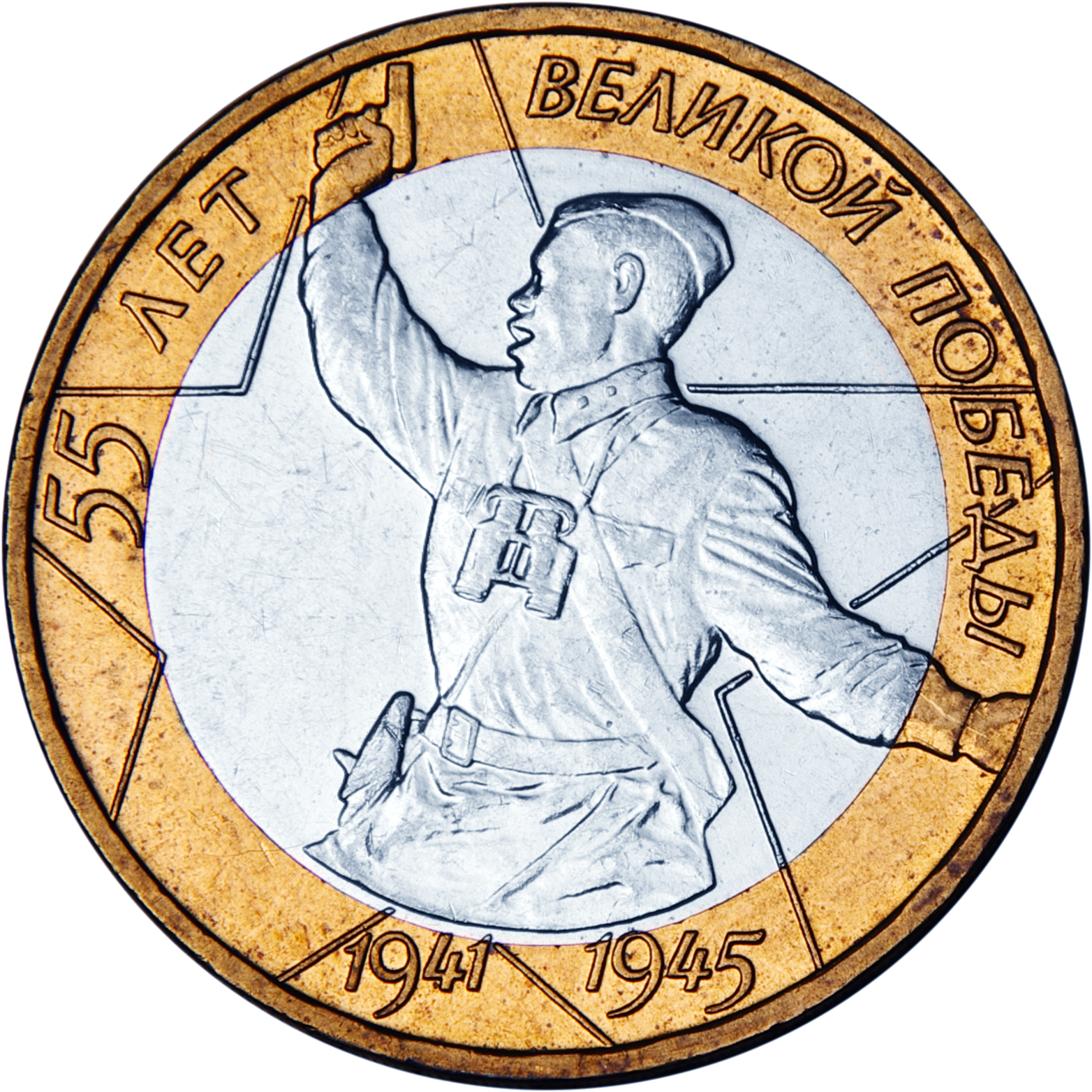
Moneda commemorativa russa de 10 rubles del 2000: «55 anys de la Gran Victòria»

- Una imatge d'un instructor polític, basat en aquesta foto, va ser l'emblema de l'Escola Superior Militar-Política d'Enginyeria i Cos de Senyals de Donetsk i d'altres escoles militars i polítiques de la Unió Soviètica.[8]
- Un segell de correus de la República Popular del Congo de 1985, dedicat al 40è aniversari del Dia de Victòria, també utilitza la imatge.[9]
- A Txeliàbinsk, es va usar la imatge per a crear un baix relleu de metall en record de la victòria a la Gran Guerra Patriòtica. El baix relleu es troba al costat d'un edifici residencial construït al carrer de Molodogvardeytsev, número 48; a la intersecció de Molodogvardeytsev i l'avinguda de Victòria. A finals dels anys 1990, durant la construcció d'edificis addicionals al complex, es va desmantellar el baix relleu i es va instal·lar un de lleugerament diferent en el nou indret.[10]